# Maricopa County
Maricopa County är ett county i centrala delen av delstaten Arizona i USA.  Enligt folkbokföringen år 2007 var countyts folkmängd 3 880 181 personer, en kraftig ökning från ca 3 miljoner år 2000.  Den administrativa huvudorten (county seat) är Phoenix. Huvuddelen av befolkningen i countyt bor inom det sammanhängande storstadsområde som består av Phoenix och flera angränsande städer (bland annat Mesa, Scottsdale och Tempe). 

## Geografi
Enligt United States Census Bureau har countyt en total area på 23 891 km². 23 836 km² av den arean är land och 55 km² är vatten.
Luke Air Force Base är belägen i countyt.

### Angränsande countyn
- La Paz County - väst
- Yuma County - väst
- Pima County - syd
- Pinal County - sydöst
- Gila County - öst
- Yavapai County - nord